# Plouaret
Plouaret (tiếng Breton: Plouared) là một xã của tỉnh Côtes-d'Armor, thuộc vùng Bretagne, tây bắc Pháp.

## Dân số
Người dân ở Plouaret được gọi là Plouarétains.